# 人民广场站 (上海市)
人民广场站位于中华人民共和国上海市黄浦区南京东路街道人民公园，是上海地铁1号线、2号线与8号线的地铁换乘站，其中1、8号线站台位于人民大道与九江路之间的西藏中路近人民公园地下，2号线站台與換乘大厅位于九江路与西藏中路交叉口西侧人民公园地下。由上海市地下建筑设计院设计。人民广场站是上海地铁系统内客流最大的车站，日均客流接近60万人次。

## 车站结构
其中2号线和1号线的站台为地下岛式站台，8号线的站台平行于1号线，为一岛一侧式站台，其中的侧式站台是2008年底利用原有的1号线-8号线列车联络线改建而来，此前的8号线站台亦为岛式站台，2号线站台位于1号线和8号线站台西北数百米处，1号线建设时由于建设期限较早，造价费用高昂和月台结构风险安全性，站台长度不足以容纳1号线的8节编组列车，以及1号线与8号线有较大运力差距等原因，不采纳与8号线平行同台换乘方案。

### 车站楼层
人民广场站共有4层，均位于地下：地下一层是1、8号线的共用站厅层和换乘大厅；地下二层是2号线的站厅层，以及1号线和8号线站台层，两条线路平行布置，互不冲突，呈南北走向；地下三层是2号线站台层，呈东西走向，与1号线、8号线基本垂直。目前，人民广场三线换乘站的乘客均需要从各自线路的站台进入地下一层的换乘大厅进行换乘。
| 地面层   | 出入口             | 1-3、5-12、14-20出入口                 |  |  |
| 地下一层 | 1、8号线站厅       | 票务服务、自动售票机、人工服务台       |  |  |
|          | 商业层             | 华盛街商业区域                         |  |  |
| 地下二层 | 2号线站厅          | 票务服务、自动售票机、人工服务台       |  |  |
|          |                    | █ 8号线 往市光路（曲阜路）             |  |  |
|          | 岛式站台，左侧开门 |                                        |  |  |
|          |                    | █ 8号线 往沈杜公路（大世界）           |  |  |
|          | 侧式站台，右侧开门 |                                        |  |  |
|          |                    | █ 1号线 往富锦路（新闸路）             |  |  |
|          | 岛式站台，左侧开门 |                                        |  |  |
|          |                    | █ 1号线 往莘庄（一大会址·黄陂南路）    |  |  |
| 地下三层 |                    | █ 2号线 往国家会展中心（南京西路）     |  |  |
|          | 岛式站台，左侧开门 |                                        |  |  |
|          |                    | █ 2号线 往浦东1号2号航站楼（南京东路） |  |  |

### 站厅
人民广场站设有3个站厅，其中1号线、8号线设于地下一层，相互平行，呈南北方向布置；2号线站厅位于车站北侧，呈东西向布置，于1、8号线站厅基本垂直。
1号线站厅呈南北向布置，位于地下一层。站厅上方设有玻璃吊顶，使得站厅拥有良好的采光。站厅于2009年加设一面艺术墙，艺术墙是一组使用金色底座、彩色玻璃雕刻而成的孔雀浮雕，由4只开屏的孔雀组成。
8号线站厅呈南北向布置，位于地下一层、1号线站厅东侧。站厅设有一面艺术墙，由上海大学美术学院韩晓骏制作，名为《凤求凰》，作品以汉代传说凤求凰为灵感，寓意美好和谐的生活。
- 1号线站厅
- 2号线站厅
- 8号线站厅

#### 換乘大厅
人民广场站的2号线与1、8号线的换乘须通过三角换乘大厅进行，其换乘通道较为宽敞，可有效容纳较大的换乘客流通过。
换乘大厅位于九江路南面的人民公园地底，北靠2号线区域及九江路，东面与1号线区域相接。换乘大厅共有两层，其中地下一层面积为8,565平方米，分为公共区（付费区和非付费区）及小部分设备用房区。同时，换乘大厅设立前的换乘通道改建为设备用房区。地下二层为连接通道，面积为1,113平方米。换乘大厅设计客流量为每小时76,400人次，于2007年6月20日结构封顶，于2007年12月29日与8号线开通时同步启用。
换乘大厅内设有地铁音乐角，于2013年1月1日启用，最初为简易的背景板和一张红地毯搭建而成，此后进行了舞台重修。2020年因2019冠状病毒病疫情影响暂停演出，至2023年4月2日恢复演出，每周日举行一场。

### 站台
1号线站台呈南北布置，设有一个岛式站台，于1995年4月10日投入使用。站台设立的全高屏蔽门于2006年11月投入使用。站台在莘庄方向的车头处设有洗手间，洗手间曾于2009年进行升级改造，装设了真空冲厕系统，同时增加了部分坑位。
2号线站台呈东西布置，设有一个岛式站台，于1999年9月20日投入使用。站台设有1.5米高的半高屏蔽门，于2009年3月21日安装，7月1日投入试运营，并于8日正式启用，以保证行车安全。站台在国家会展中心方向的车头处设有洗手间，于2009年5月1日起开放使用。
8号线站台呈南北布置，设有一个岛式站台和一个侧式站台，于2007年12月29日投入使用。开往沈杜公路方向的列车共同使用岛式站台和侧式站台，停站时双侧开门。车站原本仅设有一个岛式站台，2009年1月24日，为了应对日益增长8号线客流，上海地铁将8号线人民广场站的存车线站台（1号线和8号线的联络线，现已拆除）改建成直接疏散乘客的客运站台，并投入使用。
1号线和2号线的联络线亦设于本站西南象限处，供车务调动使用。

### 出入口
人民广场站共设有19个出入口，分别编号为1-20号，其中原4号口在换乘改造中被拆除，13号口预留未建。其中，1-3号、14-16、19-20号出入口连通1号线与8号线站厅，5-12号出入口连通2号线站厅，17-18号出入口连通车站换乘大厅，所有出入口间均可通过非付费区连通，唯6-12号出入口均接入地下一层的华盛街商场，乘客需通过商场进入车站。另车站近1B号出入口处设地下连通道通向香港名店街负一层，近15号出入口设地下连通道通向来福士广场。各出入口如下所示：
| 出口编号             | 出口指示                                               | 照片                 |
| 连通 1号线 8号线站厅 | 连通 1号线 8号线站厅                                   | 连通 1号线 8号线站厅 |
| -------------------- | ------------------------------------------------------ | -------------------- |
| 1 · A · 出口         | 西藏中路，武胜路，上海博物馆，香港名店街，迪美购物中心 |                      |
| 1 · B · 出口         | 西藏中路，武胜路，上海博物馆，香港名店街，迪美购物中心 |                      |
| 2 · 出口             | 人民大道，上海大剧院，上海城市规划展示馆               |                      |
| 3 · 出口             | 西藏中路，人民公园                                     |                      |
| 14 · 出口            | 汉口路                                                 |                      |
| 15 · 出口            | 福州路，来福士广场                                     |                      |
| 16 · 出口 · （设有） | 西藏中路                                               |                      |
| 19 · 出口            | 南京西路                                               |                      |
| 20 · 出口            | 西藏中路，九江路                                       |                      |
| 连通 2号线站厅       |                                                        |                      |
| 5 · 出口             | 南京西路，新世界城，南京路步行街，华盛街               |                      |
| [ 註 1 ]             | 南京西路，华盛街                                       |                      |
| 7 · 出口             | 南京西路，华盛街                                       |                      |
| 8 · 出口             | 南京西路，黄河路，国际饭店，华盛街                     |                      |
| 9 · 出口             | 南京西路，人民公园，华盛街                             |                      |
| 10 · 出口            | 南京西路，人民公园，华盛街                             |                      |
| 11 · 出口            | 南京西路，华盛街，历史博物馆                           |                      |
| 12 · 出口            | 九江路，华盛街                                         |                      |
| 连通换乘大厅         |                                                        |                      |
| 17 · 出口            | 人民公园                                               |                      |
| 18 · 出口            | 人民公园                                               |                      |
| 图例： 设有          |                                                        |                      |

1. ↑  6号口无障碍电梯与楼扶梯在车站内位于一处，但6号口楼扶梯入口位于人民广场下沉广场中，无障碍电梯入口位于九江路一侧，在地面并不相邻，两处需绕行近百米距离。

## 車站周邊

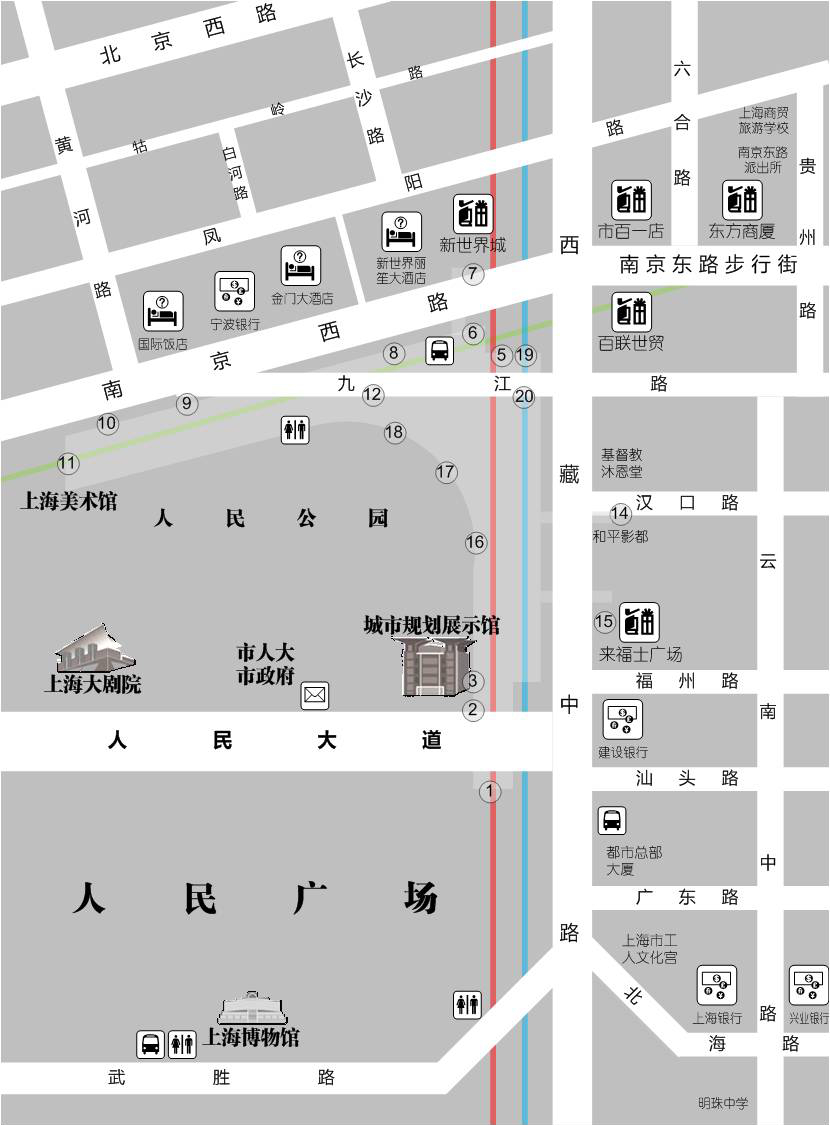
人民广场站周邊地圖

人民广场站地处上海市中心，周边集聚了上海市众多重要地点，包括行政中心上海市政府大楼，以及人民广场、人民公园、上海大剧院、上海博物馆、历史博物馆、上海城市规划展示馆、上海美术馆、上海市工人文化宫等市民公共设施。同时，车站位于上海市传统商业中心南京路步行街西端，毗邻第一百货商店、世茂国际广场、第一食品商店、置地广场、新世界等大型商业综合体，长江剧场、大光明电影院、人民大舞台、和平影都、上海书城、天蟾逸夫舞台、黄浦区图书馆、杜莎夫人蜡像馆、外文书店等文化娱乐场馆，以及车站直接连通的香港名店街、迪美购物中心、华盛街等地下步行街。另外，车站临近来福士广场、港陆广场等写字楼，以及国际饭店、金门大酒店等星级酒店，因此，该站每天的客流量都非常大，遇到五一、国庆等重大节日或活动就常常会变得非常拥挤。

## 接驳交通
公交
01、18、20、23、37、46、48、49、51、71、108、109、112、112区间、123、167、311、312、318、324、330、451、454、455、537、782、783、789、930、隧道三线、隧道六线、隧道夜宵线、沪朱高速快线。

## 历史
1988年人民广场站随人民广场的改造工程而同时开建。1995年4月10号随1号线开通而投入使用。1999年9月20日，2号线人民公园站隨中山公園—龍陽路段觀光試運行開通。2000年8月10日，2号线人民公园站更名為人民广场站。
2006年，车站的兩條換乘通道及附近的人民公园地底空間被改建成换乘大厅，并於2007年12月29日随8号线开通投入使用，以缓冲车站大量的客流。2009年为迎接中國2010年上海世界博覽會，人民广场站迎来了改造工程。上海地铁通过在夜间车站停运后对车站整容、整修、整洁“三整”项目，包括墙面抛光、采光、加装厕所灯工程使得站容站貌更加美观。
2017年1月17日至2月10日，为了应对增长客流，提升疏散能力，人民广场站1号线及8号线暂时停止运行改造，列車在人民广场站跳站通過，2号线人民广场站维持正常运营。人民广场站的改造项目包括新增八部自动扶梯和一台垂直电梯；同时还优化了1号线、8号线站厅的结构，更改了进出站闸机的分布，使得原先的“堵点”拥挤程度大大减少，同时8号线岛式站台扶梯通过能力较改造前提升50%。